# Le Ravissement de Psyché
Pour les articles homonymes, voir Ravissement et Psyché.
Le Ravissement de Psyché ou  L'Enlèvement de Psyché est une peinture à l'huile de 1895 du peintre français William Bouguereau.
C'est une représentation de Cupidon et Psyché. Elle fait actuellement partie d'une collection privée dont la localisation exacte reste inconnue.

## Description

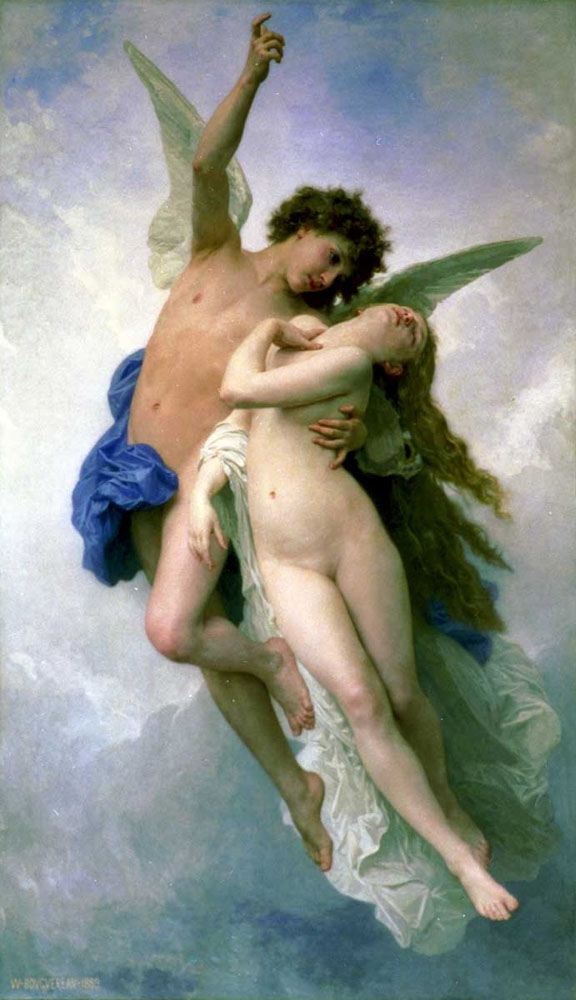
Psyché et l'Amour, 1889.

Le tableau montre Cupidon qui enlace Psyché en s'élevant vers un autre monde avec l'intention d'en faire sa femme. Psyché a des ailes de papillon, ce qui signifie qu'elle a atteint l'état d'immortalité. Son expression faciale semble apaisée et radieuse, son corps semble souple et détendu tandis que les bras du dieu étroitement enroulés autour d'elle indique une forme de possession. Psyché représente ainsi l'abandon et le dévouement total face à l'amour.
Six ans plus tôt, l'artiste avait réalisé Psyché et l'Amour, une autre version de la même scène avec des visages légèrement différents et les positions de deux personnages inversée de droite à gauche.